# Beep Media Player
Beep Media Player (BMP) – program komputerowy spełniający funkcję odtwarzacza multimedialnego.
Oparty na innym programie o nazwie XMMS.
BMP jest w zasadzie przeniesieniem XMMS do GTK+ w wersji 2.x i lepiej funkcjonuje ze środowiskiem GNOME. Podobnie jak XMMS, BMP wyglądem przypomina Winampa, a nawet obsługuje skórki Winampa (i XMMS). BMP obsługuje większość formatów plików muzycznych XMMSa, ponieważ nie ma między nimi różnic funkcjonalnych w tym względzie.
Obecnie BMP jest na tyle popularny, że dostępny jest w praktycznie każdej dystrybucji np. w Debianie, Ubuntu, Gentoo, PLD itp.
Wraz z wydaniem wersji 0.9.7.1 BMP, autorzy ogłosili, że aplikacja nie będzie już dalej aktywnie rozwijana. Zastąpić ma ją BMPx, czyli odtwarzacz multimedialny nowej generacji, napisany od nowa i wyposażony w funkcje, których implementacja w BMP była niemożliwa ze względu na przestarzały kod odziedziczony po XMMS.